# Esténos
Esténos (em occitano:  Estenòs) é uma comuna francesa na região administrativa da Occitânia, no departamento do Alto Garona. Estende-se por uma área de 3.41 km², com 189 habitantes, segundo o censo de 2018, com uma densidade de 55 hab/km².